# Velosnes
Velosnes – miejscowość i gmina we Francji, w regionie Grand Est, w departamencie Moza.
Według danych na rok 1990 gminę zamieszkiwało 131 osób, a gęstość zaludnienia wynosiła 30 osób/km² (wśród 2335 gmin Lotaryngii Velosnes plasuje się na 914. miejscu pod względem liczby ludności, natomiast pod względem powierzchni na miejscu 1067.).